# Chelyan
Chelyan es un lugar designado por el censo ubicado en el condado de Kanawha en el estado estadounidense de Virginia Occidental. En el censo de 2010 tenía una población de 776 habitantes y una densidad poblacional de 696,78 personas por km².

## Geografía
Chelyan se encuentra ubicado en las coordenadas 38°11′45″N 81°29′34″O / 38.19583, -81.49278. Según la Oficina del Censo de los Estados Unidos, Chelyan tiene una superficie total de 1,11 km², de la cual 1,04 km² corresponden a tierra firme y (6,28%) 0,07 km² es agua.

## Demografía
Según el censo de 2010, había 776 personas residiendo en Chelyan. La densidad de población era de 696,78 hab./km². De los 776 habitantes, Chelyan estaba compuesto por el 96,26% blancos, el 0,26% eran afroamericanos, el 0% eran amerindios, el 0,26% eran asiáticos, el 0% eran isleños del Pacífico, el 0,52% eran de otras razas y el 2,71% pertenecían a dos o más razas. Del total de la población el 1,03% eran hispanos o latinos de cualquier raza.